# 746 Marlu
746 Marlu
746 Marlu là một tiểu hành tinh ở vành đai chính. Nó được Franz Kaiser phát hiện ngày 01.3.1913 ở Heidelberg, và được đặt theo tên nữ bác sĩ Marie-Louise Kaiser, con gái của Franz Kaiser